# السويلمات (حجاوة)
السويلمات هو دُوَّار يقع بجماعة أولاد بن حمادي، إقليم سيدي سليمان، جهة الرباط سلا القنيطرة في المملكة المغربية. ينتمي الدوّار لمشيخة حجاوة التي تضم 8 دواوير. يقدر عدد سكانه بـ 826 نسمة حسب الإحصاء الرسمي للسكان والسكنى لسنة 2004.

## روابط خارجية
- البوابة الوطنية للجماعات الترابية
- المندوبية السامية للتخطيط